# Incendie d'origine électrique
 (mars 2014).

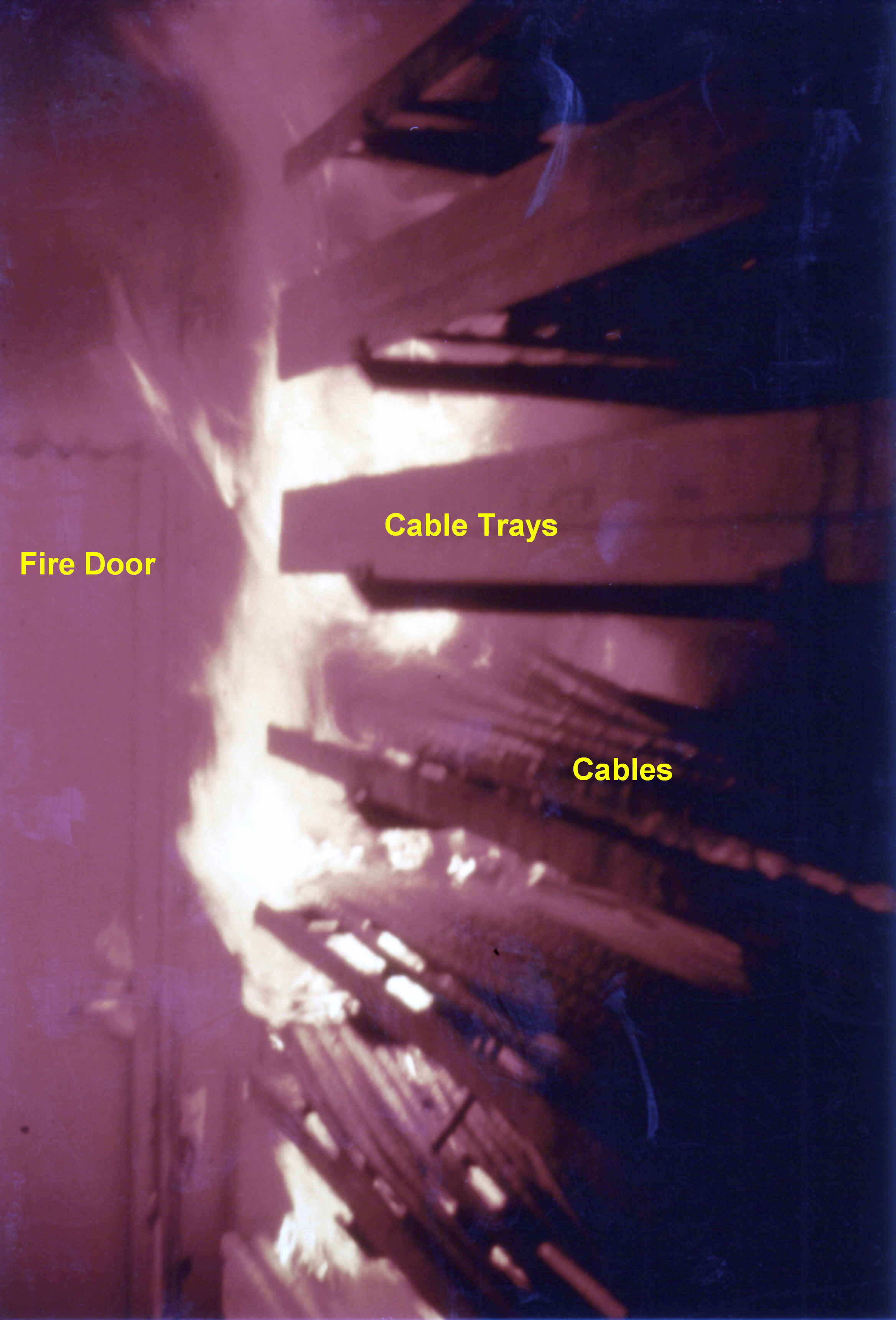
Test d'incendie en Suède

Les incendies d'origine électrique sont souvent causés par des installations ou des appareils électriques défectueux.
Parmi les incendies domestiques, la proportion des incendies d'origine électrique est évaluée à au moins un tiers, d'après la Brigade de sapeurs-pompiers de Paris (BSPP). Le nombre de logements à risque est de l'ordre de 7 millions et 2,3 millions sont équipés d'installations « très dangereuses » selon l'Observatoire national de la sécurité électrique (ONSE).

## Les causes des incendies d'origine électrique

### Arc électrique
L'arc électrique correspond à la cause la plus fréquente selon les experts. Les arcs électriques sont bien souvent causés par la dégradation des isolants et des connexions dans les installations vétustes et/ou non entretenues. Ces dégradations entraînent une surchauffe et une carbonisation des isolants dans lesquels apparaissent des arcs électriques puisque le carbone est un conducteur de courant. C'est la présence simultanée d'arcs électriques et de carbone qui entame la flamme. Selon les essais issus de la IEC 6266, il suffit d'un arc de 2,5 ampères pendant 1 seconde pour enflammer un câble ou une connexion.

### Court-circuit
Il s'agit de la mise en contact accidentelle de deux points d'un circuit électrique provoquant l'augmentation très rapide et très élevée du courant entraînant la destruction des conducteurs par fusion ou explosion. Il suffit alors qu'à proximité se trouve un matériau inflammable pour que l'incendie se déclare.

### Surcharge
La surcharge correspond à une intensité électrique supérieure à celle initialement prévue par le circuit électrique, souvent causée par le trop grand nombre d'appareils branchés sur le même circuit. La surcharge entraîne l'échauffement des câbles dans la durée pouvant aller jusqu'à leur fusion et l'inflammation des matériaux environnant.

### Courant de fuite
Correspond au courant qui s'échappe des conducteurs en allant dans la terre en traversant le matériau. Des études ont montré qu'à partir de 300 milliampères de courant de fuite, certains matériaux s'enflamment.

### Foudre et surtensions de réseaux
Il s'agit d'une augmentation très rapide (pour la foudre) ou plus lente (pour les surtension réseaux par exemple à cause d'une rupture de neutre) de la tension entre phases ou entre phase et neutre provoquant la destruction des composants des appareils électriques branchés sur le réseau. Ces destructions peuvent aller jusqu'à l'inflammation de l'appareil concerné.

## Se protéger des incendies électriques

### Détecteur d'arcélectrique
Dispositif permettant de détecter les arcs électriques dits « anormaux ». Lorsqu'un arc est détecté, il coupe l'alimentation électrique afin d'éviter l'inflammation des isolants et donc le départ d'incendie. Cette technologie est nouvelle en Europe mais existe sous l'appellation AFCI (en) depuis les années 1990 aux États-Unis et au Canada où il est obligatoire depuis 2002.

### Disjoncteuroufusible
Dispositif permettant de couper l'alimentation électrique en cas d'apparition d'une trop grande quantité de courant très rapide (court-circuit) ou plus lente (surcharge).

### Interrupteur différentiel
Dispositif permettant d'analyser la différence de courant qui circule dans des conducteurs. Il détecte s'il y a un courant de fuite en observant les éventuelles différences d'intensité à l'entrée et à la sortie. S'il y a une différence, il coupe l'alimentation électrique afin d'éviter que le courant de fuite n'entraine de fâcheuses conséquences : mort d'homme si le courant de fuite passe à travers le corps ou incendie si le courant de fuite passe par un matériau. 
Lorsqu'il est associé à un disjoncteur, ce dispositif est appelé disjoncteur différentiel.

### Parafoudre
Dispositif qui évacue à la terre l'énergie liée à une surtension violente créée par la foudre.

## Les chiffres des incendies d'origine électrique
- Selon le gouvernement français[5], en France 250 000 incendies ont lieu dont 80 000 sont d'origine électrique.
- Selon l'association Promotelec, 25 à 30 % des incendies domestiques sont d'origine électrique[6].
- Selon l'Observatoire National de la Sécurité Électrique (ONSE), 200 000 incendies ont lieu chaque année dans des logements en France, dont  50 000 sont d'origine électrique[7].
- La Fédération nationale des sapeurs-pompiers de France (FNSPF) estime que les incendies coûtent chaque année la vie de 600 à 800 personnes[réf. nécessaire].